# Tommaso Santi
Tommaso Santi (Prato, 9 novembre 1974) è un regista e sceneggiatore italiano, vincitore del Gran Premio della stampa estera al premio Globo d'oro del 2017.

## Biografia
Autore teatrale, sceneggiatore e regista, divide la sua produzione tra la scrittura per il cinema e il teatro e la regia di cortometraggi e documentari, tra questi Restaurare il cielo, documentario sul restauro della Basilica della Natività di Betlemme, vincitore del Gran Premio della stampa estera ai Globi d'oro 2017; I bambini della miniera, sulla strage della miniera di Ribolla, premiato al Trevignano Film Festival.
Oltre a questi lavori ha curato la realizzazione di oltre cento filmati pubblicati come extra di DVD di cinema italiano per Cecchi Gori Home Video. Con una sua storia, ha vinto nel 2006 il Premio Solinas Storie per il Cinema – I colori del genere; nel 2019, ha vinto il Premio Solinas Italia Spagna. Tra le sceneggiature a cui ha collaborato quella per il film Once were humans (2020), Forse è solo mal di mare (2019), Al massimo ribasso (2017) e di Basta poco (2015).
Suoi testi teatrali sono stati prodotti da teatri nazionali e università in Italia, Slovenia e Francia: tra questi Mele e negri, regia di Alessio Pizzech, e Isola, per la regia di Paolo Magelli. Con il testo Il sogno di Pablo ha ricevuto la menzione speciale della giuria del Premio Ugo Betti per la drammaturgia.
È autore di romanzi per bambini, tra questi Krenk. Il mio compagno di banco, Wonderlucy e Papà, Zanetti e altri supereroi, pubblicati da Piemme nella collana Il Battello a Vapore.

## Filmografia

### Sceneggiatore
- Once were humans, regia di Goran Vojnović (2020)
- Forse è solo mal di mare, regia di Simona De Simone (2018)
- Al massimo ribasso, regia di Riccardo Jacopino (2017)
- Due più due, cortometraggio, regia di Tommaso Santi (2016)
- Basta poco, regia di Riccardo Paoletti e Andrea Muzzi (2015)
- L'esilio dell'Aquila, di Stefano Muti (in lavorazione)
- Perché no?, cortometraggio, regia di Tommaso Santi (2013)

### Regista
- Krenk, cortometraggio (2018) 75º Festival di Venezia - Sezione MigrArti
- Restaurare il cielo, documentario (2016)
- I bambini della miniera, documentario (2016)
- L'ultimo paziente, documentario (2014)
- Stracci, documentario (2021).

### Testi teatrali
- Quello che rimane, regia di Massimo Bonechi (2014)
- Danza cannibale, regia Matiaz Latin, produzione Teatro Nazionale Sloveno di Nova Gorica (2013)
- Isola, regia di Paolo Magelli, produzione Teatro Metastasio Stabile della Toscana (2012)
- L'uomo più forte del mondo, regia Valentina Banci e Francesco Borchi (2011)
- Blu, nello spazio di un respiro, regia di Riccardo Massai (2010)
- Il pomeriggio è troppo azzurro, regia di Christophe Mileschi, produzione Université Stendhal Grenoble(2009)
- Quando la montagna era alta per davvero, regia Valentina Banci e Francesco Borchi (2008)
- Stracci, regia Valentina Banci e Francesco Borchi (2007)
- Fiasco!!!, regia Valentina Banci e Francesco Borchi, (2007)
- Mele e Negri, regia di Alessio Pizzech, produzione Teatro Stabile Metastasio.
- Due uomini in piedi sul greto di un fiume,  regia di Christophe Mileschi, produzione Grenoble, Festival dell’Arpenteur (2006)
- La luna in fondo al pozzo, opera mai rappresentata (2005)
- Il sogno di Pablo, regia di Benedetta Frigerio,  produzione Festival Tramedautore, Milano (2004).

## Premi
- 2019, Premio Solinas Italia-Spagna[1], per il soggetto Maspalomas - La Casa del Tango
- 2018, 75º Festival di Venezia, Sezione MigrArti,[2] premio per la miglior sceneggiatura con il cortometraggio Krenk
- 2017, Globo d'oro, Gran Premio della stampa estera per Restaurare il cielo
- 2016, Premio della Giuria Trevignano FIlm Fest, per I bambini della miniera
- 2006, Premio Solinas I coroni del Genere per Dall'altra parte del mare
- 2005, Premio Ugo Betti per la Drammaturgia, premio della giuria per Il sogno di Pablo